# Jeff Denham

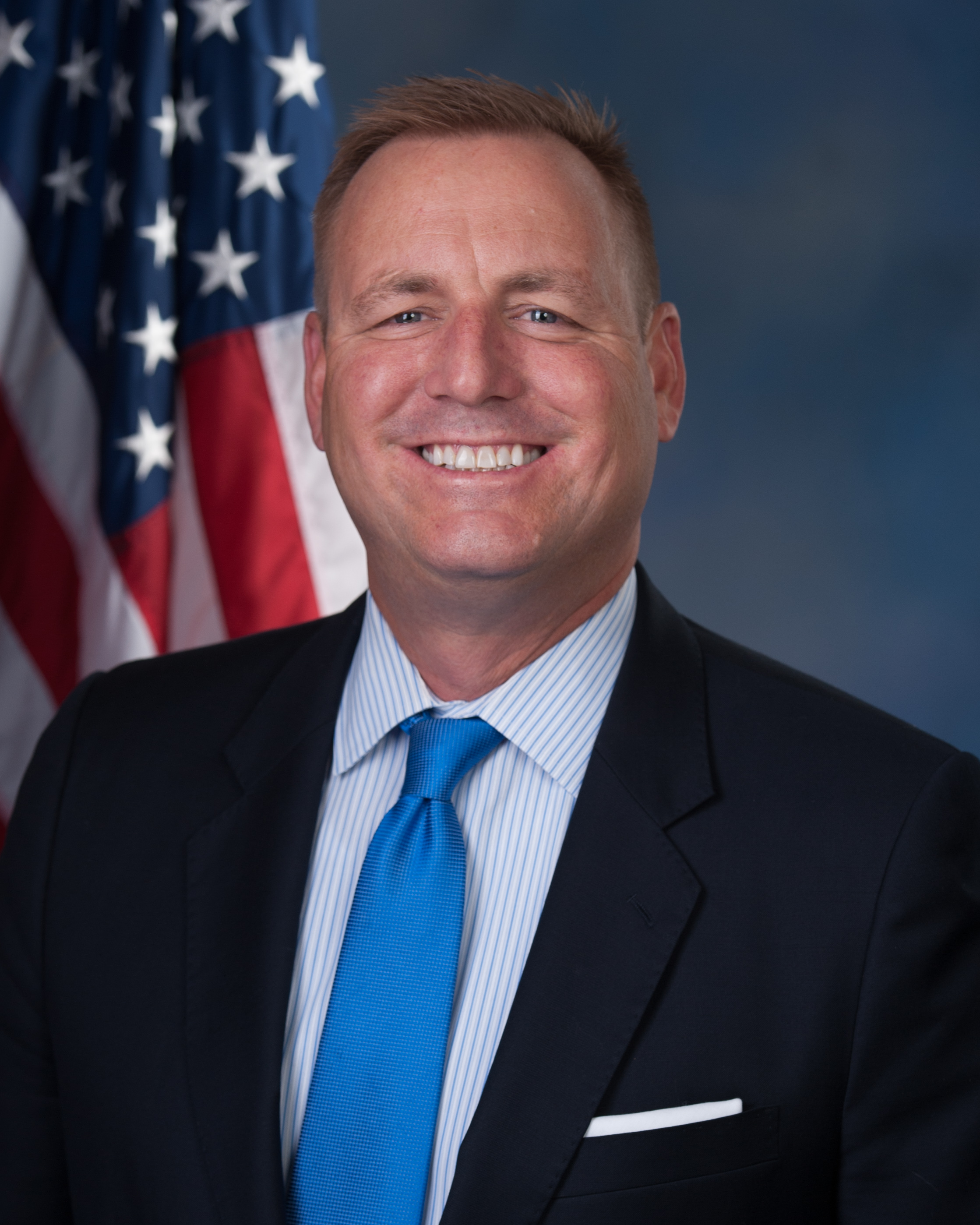
Jeff Denham (2017)

Jeffrey John „Jeff“ Denham (* 29. Juli 1967 in Hawthorne, Kalifornien) ist ein US-amerikanischer Unternehmer und Politiker der Republikanischen Partei. Von 2011 bis 2019 vertrat er den Bundesstaat Kalifornien im US-Repräsentantenhaus, zuletzt für den zehnten Sitz.

## Privatleben
Jeff Denham besuchte die Atascadero High School und dann bis 1985 die Morro Bay High School. Anschließend studierte er bis 1989 am Victor Valley Junior College wo er mit einem Associate of Arts (Associate Degree) abscbhloss, sowie bis 1992 an der California Polytechnic State University in San Luis Obispo, das er mit dem Bachelor of Arts beendete. Zwischenzeitlich diente er in den Jahren 1984 bis 1988 in der US Air Force, deren Reserve er bis zum Jahr 2000 angehörte. Er wurde unter anderem im Desert Storm eingesetzt. Danach war er als privater Unternehmer tätig. Er betreibt bis heute die Firma Denham Plastics, die wiederverwendbare Container für die Landwirtschaft herstellt. Außerdem unterhält er im Merced County eine Farm, auf der er Mandeln anbaut.
Denham ist verheiratet und hat zwei Kinder.

## Politik
Politisch schloss sich Denham der Republikanischen Partei an. Zwischen 2002 und 2010 gehörte er dem Senat von Kalifornien für den zwölften Distrikt an. Bei den Kongresswahlen des Jahres 2010 wurde er im 19. Wahlbezirk von Kalifornien in das US-Repräsentantenhaus in Washington, D.C. gewählt, wo er am 3. Januar 2011 die Nachfolge des nicht mehr kandidierenden George Radanovich antrat. Er konnte die drei weiteren Wahlen zwischen 2012 und 2016 ebenfalls gewinnen. Ab 2013 vertrat er den zehnten Wahlbezirk seines Staats. Nachdem er die Primary (Vorwahl) seiner Partei am 5. Juni 2018 gewinnen konnte, trat er am 6. November 2018 gegen Joshua Keck Harder von der Demokratischen Partei an. Er verlor die Wahl mit rund 48 % der Stimmen und schied am 3. Januar 2019 aus dem Repräsentantenhaus aus.